# 弗朗切斯科·玛利亚·巴尔比·比奥维拉宫
44°24′52.65″N 8°55′37.33″E / 44.4146250°N 8.9270361°E

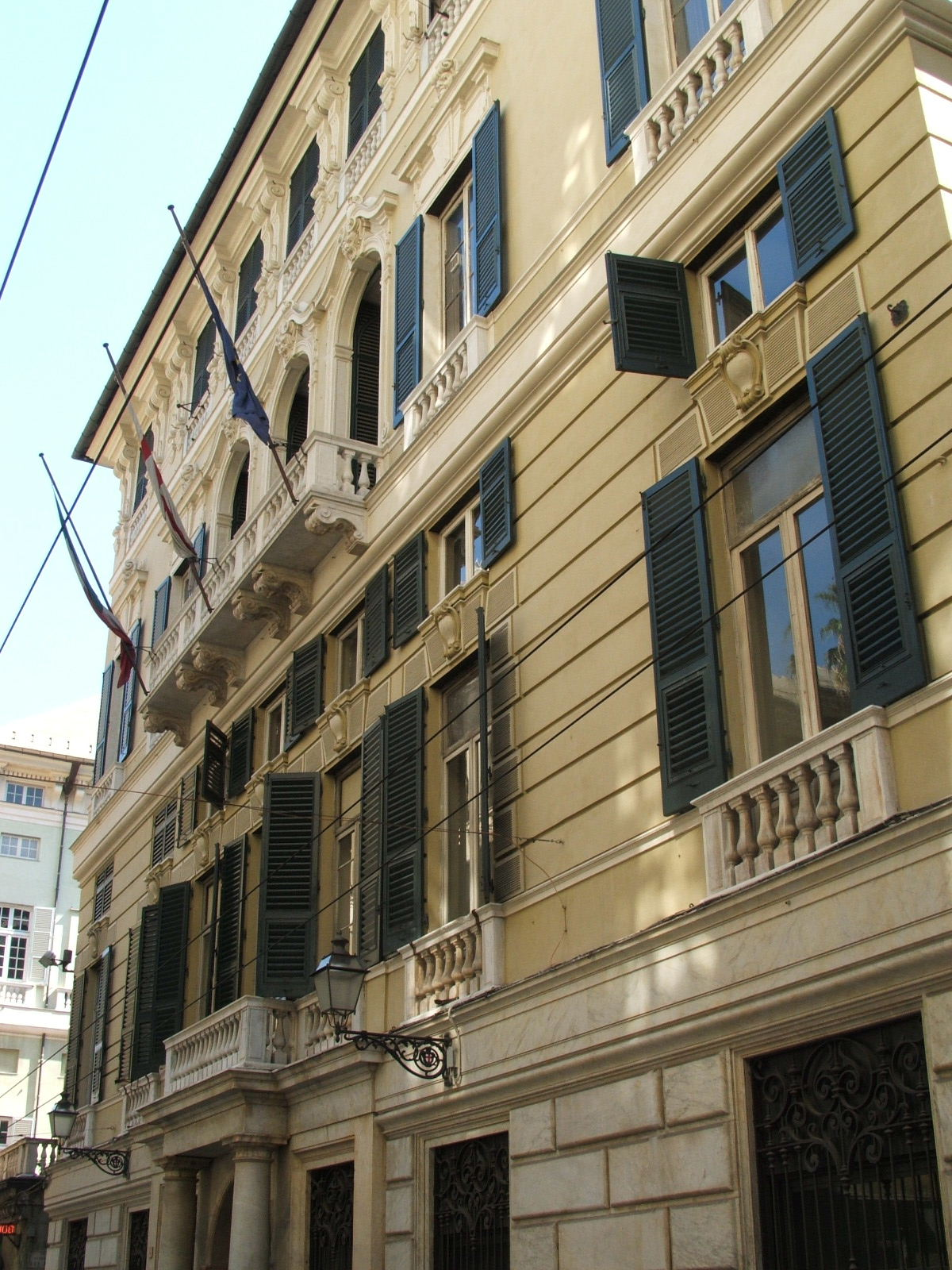

弗朗切斯科·玛利亚·巴尔比·比奥维拉宫（Palazzo Francesco Maria Balbi Piovera）是一座历史建筑，位于意大利热那亚巴尔比街6号，2006年作为罗利宫殿体系的42座宫殿之一，被列为世界文化遗产。
该建筑建于1657-1665年，建筑师建筑师彼得罗·安东尼奥·科拉迪。现在是热那亚大学文学院所在地。